# I Cavalieri del Re
I Cavalieri del Re sono un gruppo musicale italiano specializzato nell'esecuzione di sigle di cartoni animati.
Deve il proprio nome al primo singolo del 1981, La spada di King Arthur.
Il maggiore successo del gruppo fu la sigla del cartone animato Lady Oscar, pubblicato nel 1982 e che sfiorò quasi il milione di copie vendute, conquistando il settimo posto nella classifica settimanale dei singoli, divenendo una delle sigle più famose della televisione italiana.
Tra le altre sigle celebri Kimba, il leone bianco (attribuito a La mamma di Jonathan), Sasuke, L'Uomo Tigre (attribuito al solo Riccardo Zara), Coccinella, Lo specchio magico, Yattaman, La ballata di Fiorellino, Gigi la trottola, Chappy, Devilman, Ransie la Strega, Libro Cuore e altre.
Il gruppo era composto da Riccardo Zara, sua moglie Clara Maria Teresa Serina, il figlio Jonathan Samuel Zara e Guiomar Serena Serina, sorella minore di Clara. Il batterista Walter Scebran ed il chitarrista e bassista Gino Panariello, seppure non presenti nei crediti ufficiali del gruppo, presero parte in alcune occasioni all'incisione delle sigle..
Clara Serina ha dichiarato in un'intervista che il gruppo, rimasto attivo ufficialmente fino al 1986, si sciolse non per sua volontà, ma a causa del fatto che la Fininvest avesse assunto il monopolio nell'ambito dei cartoni animati giapponesi, comprandoli in blocco dal Giappone, concentrando nelle mani di una ristretta cerchia di autori ed interpreti interni alla Five Record, etichetta discografica delle emittenti berlusconiane, la realizzazione delle sigle televisive, bloccando così di fatto il mercato e impedendo al gruppo di continuare a svolgere il proprio lavoro.
Il gruppo si dedicò anche ad altre pubblicazioni discografiche di grande successo e di diversi generi sia in qualità di coristi, di autori e di tecnici del suono,  coadiuvati da Riccardo Zara in qualità di arrangiatore e produttore.
Realizzarono tra gli altri la serie di album Italian Carnaval, Nillamix per Nilla Pizzi, due album per il pupazzo animato Rockfeller, manovrato dal ventriloquo José Luis Moreno, e due album per la cantante di culto Maria Sole.

## Storia
Nei primi anni '60, Riccardo Zara inizia la sua attività musicale con il gruppo dei Draghi, che in quegli anni raggiunge una certa notorietà in ambito locale, in Friuli-Venezia Giulia. Dopo il servizio militare, si imbarca come orchestrale sulle navi da crociera del Lloyd Triestino viaggiando per l'Africa, l'India e l'Australia.
Nel 1970 approda a Milano per cercare di sfondare come autore e compositore nel mondo della musica leggera. Clara Miozzi, segretaria d'edizioni della casa editrice musicale I.N.C., lo segnala al direttore artistico Marcello Minerbi, l'autore di Sei diventata nera, che ascoltando i suoi provini, vede in lui un potenziale artista e lo sprona a scrivere e a comporre nuove canzoni.
Nel 1972 un suo brano, Viaggio di un poeta, viene lanciato dal gruppo dei Dik Dik a Un disco per l'estate 1972 e al Festivalbar, vincendo in entrambi i casi la manifestazione. Visto il buon esito del brano, i Dik Dik incidono altre sue canzoni: Storia di periferia, Il cavallo, l'aratro, l'uomo e Ultima estate. In quel periodo la sua attività di arrangiatore si intensifica ulteriormente, in particolare nell'ambito della rielaborazione di cover di pezzi stranieri in italiano, tanto da portarlo a fondare assieme ad altri collaboratori, tra cui lo stesso Minerbi, uno studio di registrazione in società a Milano, in via Caldore. Nello stesso periodo diventa il bassista e corista, insieme a Sergio Alemanno, nei concerti live di Bruno Lauzi.
In quel periodo realizza numerose cover di successi del momento, in particolare di canzoni per bambini e sigle televisive come Rin Tin Tin e Lassie incise per l'etichetta Fonit Cetra, che pur non essendo scelte come sigle ufficiali dei relativi telefilm, per motivi legati a complesse dinamiche discografiche, furono immesse ugualmente sul mercato, ottennendo un buon riscontro di vendite.
Ma è con la sigla di Woobinda, incisa con il coro de Le Mele Verdi di Mitzi Amoroso che arriva il grande successo personale per Zara. Il singolo riesce a vendere nella prima tiratura oltre mezzo milione di copie, raggiungendo la sesta posizione in classifica.

### La nascita del gruppo
Nel 1972 conosce Clara Serina, studentessa alla facoltà di Medicina all'Università degli Studi di Milano, nata in Brasile da genitori italiani emigrati, trasferitasi in Italia all'età di ventuno anni. I due si sposano e hanno un figlio, Jonathan, che verrà coinvolto in seguito nel gruppo come cantante.
In seguito ad un incendio nel 1978 lo studio di Zara viene distrutto e la famiglia decide di mettersi in proprio, aprendo uno studio personale. Su suggerimento di un amico (Luciano "El Pinza") trovano una vecchia cascina alla periferia sud di Milano e decidono di ristrutturarla e aprire il loro nuovo studio denominandolo Cascina Tre Effe. Lo studio comincia la sua attività nel 1980.

### Il successo negli anni ottanta e l'origine del nome

I Cavalieri del re ospiti del programma Premiatissima mentre cantano la sigla di Lady Oscar.

La svolta avvenne grazie al provino del brano Il piccolo vichingo. Proposto inizialmente alla Fonit Cetra, fu scartato in quanto era già stato scelto un altro brano ad opera di Alessandro Alessandroni. Fu proposto quindi alla RCA Italiana, dove fu notato e ben accolto da Olimpio Petrossi (produttore interno alla RCA), ma bisognava adattare il testo ad un'altra serie che sarebbe andata in onda da lì a poco: La spada di King Arthur. Il testo fu riscritto, ricantato e mixato a tempo di record, e pubblicato in un 45 giri. Fu Anselmo Natalicchio (anch'egli produttore interno alla RCA) a coniare il nome del gruppo, traendo spunto proprio dal tema della serie, Re Artù e i cavalieri della tavola rotonda. Il singolo La spada di King Arthur, pubblicato nell'ottobre del 1981, ottenne un buon successo, raggiungendo il diciassettesimo posto in classifica, vendendo oltre trecentomila copie.
Non ancora in esclusiva alla RCA, incisero per la K-tel nello stesso periodo il singolo Kimba, il leone bianco per la serie omonima, pubblicato con lo pseudonimo La mamma di Jonathan, in quanto il nome del gruppo era di proprietà dell'etichetta. L'ulteriore successo del brano spinse l'etichetta a proporre a Zara un contratto in esclusiva per la durata di tre anni.
Nel 1982, nonostante la concorrenza interna alla casa discografica tra gli autori di sigle destinate ai cartoni animati giapponesi come i Superobots e Le Mele Verdi, molte delle loro sigle vengono scelte per accompagnare cartoni animati di successo come Sasuke, L'Uomo Tigre (attribuito al solo Riccardo), Superauto mach 5 go! go! go!, Calendar Men, L'isola dei Robinson, Il libro Cuore, per il quale venne anche realizzato un videoclip ufficiale, Chappy e Nero cane di leva.
Ma è con la sigla di Lady Oscar che ottennero un clamoroso successo. Il brano venne scelto in una rosa di molti provini. Zara realizzò la sigla in soli tre giorni, ma in un primo momento l'etichetta voleva affidarla a Marisa Interligi temendo una sovraesposizione del gruppo, in quanto vi erano già in rotazione diverse sigle a loro nome. La cantante incise un demo del brano che però non fu ritenuto soddisfacente sia dagli addetti ai lavori interni alla RCA che dai produttori giapponesi della serie, i quali all'epoca intervenivano direttamente nella scelta delle sigle. Si decise così di pubblicare la versione del gruppo, che in poco tempo scalò le classifiche fino alla settima posizione, ed il 57° in quella annuale tra i singoli più venduti, sfiorando il milione di copie. Del brano venne realizzato anche un videoclip ufficiale.
Il successo della serie fu tale che venne commissionato un album monografico ad essa ispirato dal titolo La storia di Lady Oscar, contenente un'audiostoria intervallata da quattro brani inediti realizzati dal gruppo: Minuetto per la regina, Canto di Andrè, Complotto a corte e Alle porte della rivoluzione.
Nel 1983 pubblicano anche una raccolta, I Cavalieri del Re, di fatto un album che raccoglieva la maggior parte delle sigle incise fino a quel momento e che rappresenta la prima dedicata interamente ad un gruppo di sigle di cartoni animati.
Appaiono in molte trasmissioni televisive delle tv private e nazionali come Premiatissima, Bim bum bam, Topolino show, Pronto, Raffaella?, Superflash e molte altre, continuando a pubblicare sigle come Le avventure di Gamba, Moby Dick 5, Yattaman, La ballata di Fiorellino e Godam, quest'ultima inserita solo nella compilation Tivulandia i successi N.6 nell'autunno del 1983.
Altre sigle composte in questo periodo però non vennero pubblicate su alcun supporto discografico: Nino il mio amico ninja, composta nel 1983, rimase inedita in quanto il cartone andò in onda solo nel 1986, quando il gruppo era già passato alla Durium, e verrà pubblicata per la prima volta nel 1994 nella compilation Tivulandia vol. 3. Inoltre, la messa in onda dell'anime Devilman suscitò numerose polemiche da parte delle associazioni dei genitori a causa dei contenuti giudicati troppo controversi, a tal punto che la RCA decise di non pubblicare il 45 giri contenente Devilman e Ransie la strega. Devilman apparirà su supporto discografico solo nel 2003 all'interno della compilation Tivulandia vol. 4, pubblicata dalla BMG per la serie Linea Kids. Ransie la strega invece verrà pubblicata per la prima volta nel 1994 nella compilation Tivulandia vol. 3, pubblicata sempre dalla BMG in questo caso per la serie Tivulandia.
Di questo periodo è anche Gigi la trottola, andato in onda a partire dal 1983 sulle reti locali, ma che fu pubblicato su 45 giri solo nel 1986, quando il gruppo era già passato alla Durium.
Parallelamente all'attività delle sigle, Zara continua a produrre altri artisti come Nevio Russo, Graziella Caly, Tiziana Rivale, Armando Stula, Maurizio Lucchini e Nilla Pizzi, per la quale produce l'album dance Nillamix; in particolare produce due album per Maria Sole, attrice e cantante d'avanguardia.
Porta avanti anche il progetto di grande successo Italian Carnaval, una serie di album pubblicati tra il 1983 e il 1990 dall'etichetta discografica Duck Record ed interpretati dai gruppi Chikano, Italian Disco Dance e Tukano. Questi album possono essere considerati come una sorta di piccola enciclopedia tematica musicale, dove sono riproposte, con nuovi arrangiamenti in lunghi ed ininterrotti dance-medley, le canzoni più note del folklore italiano e della musica leggera italiana tra gli anni '30 e gli anni '70 del '900. Tutti questi progetti sono realizzati con la collaborazione dell'intero gruppo, che funge da backing vocals, e vedono Zara in veste di arrangiatore ed autore e Guiomar come tecnico del suono.
Nel 1984 il gruppo pubblicò altre due sigle a 45 giri, Lo specchio magico e Coccinella. Di Ugo il re del judo invece, per una serie di traversie tecniche (fu stampato per errore sul lato A del singolo Lo specchio magico), ne fu definitivamente cancellata la pubblicazione.
Nello stesso anno Zara si dedicò a quello che era allora un progetto ambizioso e piuttosto inedito per i tempi in Italia: un album di canzoni natalizie rivisitate in chiave italo disco. In quel periodo non erano molti gli artisti italiani che si erano cimentati con brani natalizi e nessuno aveva mai pubblicato prima un intero album di canzoni di Natale. Il disco era stato commissionato dai vertici della RCA Anselmo Natalicchio e Olimpio Petrossi e richiese quattro mesi di lavorazione ma, a progetto ultimato, venne rifiutato in quanto giudicato troppo innovativo. Fu a causa di questi contrasti e del progressivo disinteresse da parte dell'etichetta nel pubblicare ulteriori sigle dei cartoni animati, che il gruppo lasciò la RCA. Nonostante tutto Zara riuscì a farlo uscire nel 1984 per la C.E.SE/Ricordi con il titolo Baby Christmas Dance. Rimane sicuramente uno degli album natalizi più venduti in Italia, tanto da essere ristampato per ben cinque volte nel corso degli anni, mantenendo la stessa tracklist ma con titoli e copertine diverse.
Nel 1985 compone le ultime sigle che avrebbero dovuto essere stampate per la RCA ma che, a causa della decisione dei vertici di non stampare più sigle dei cartoni animati, in quanto non si raggiungevano le 5 000 copie di vendita, furono definitivamente accantonate: Il fichissimo del baseball, che rimase inedita su supporto discografico fino al 2001 quando verrà inserita nella compilation I cartonissimi, edita dalla BMG per la Linea Kids e I Predatori del tempo, quest'ultima pubblicata nel 1986 dalla Durium.
A questo periodo risalgono anche i progetti di due album di brani inediti: Album di famiglia e C'erano una volta i Beatles, un album di adattamenti in italiano di celebri brani dei Beatles. Gli album furono proposti alla RCA che però non si dimostrò interessata a pubblicarli. Soltanto nel 1992 il progetto dedicato ai Beatles vide la luce in musicassetta, fu ristampato in CD nel 2010 da Tre Effe e Tivulandia e poi nel 2011 all'interno della compilation Opera omnia. Quest'ultima incluse anche diversi brani inediti di Album di famiglia, che fu poi pubblicato per la prima volta integralmente nel 2016, sempre grazie a Tre Effe e Tivulandia.
Nel 1985 Zara scrive e produce due album per il pupazzo animato Rockfeller, manovrato dal ventriloquo José Luis Moreno, che vedono tutto il gruppo partecipare ai cori: La pappa non mi va e Rockfeller a Pentatlon.
Nel 1986 il gruppo si sciolse definitivamente. Clara Serina ha dichiarato in un'intervista che il gruppo si sciolse non per sua volontà, ma a causa del fatto che la Fininvest aveva assunto il monopolio nell'ambito dei cartoni animati giapponesi, comprandoli in blocco dal Giappone, concentrando nelle mani di una ristretta cerchia di autori ed interpreti la realizzazione delle sigle televisive ad autori interni alla Five Record etichetta discografica delle emittenti berlusconiane, bloccando di fatto il libero mercato e impedendo loro di continuare a svolgere il lavoro di autori ed interpreti.
Zara continuò la sua attività di autore ed arrangiatore, realizzando molti progetti solisti e per altri artisti, ed altre sigle televisive per le reti Fininvest, e per molti programmi condotti da Elisabetta Viviani su Rete 4.

### La reunion ed il revival delle sigle
Dopo quindici anni di silenzio, nel 2000, grazie anche all'ondata di revival delle sigle dei cartoni animati, il gruppo si riunì prendendo parte alla gara televisiva Macchemù, programma di Italia 1 che riscopriva e celebrava proprio molte delle sigle storiche della televisione.
Sulla scia di questa riscoperta il gruppo pubblica nel 2005 la raccolta C'erano una volta I Cavalieri del Re, prodotta dal portale internet Kbl Sigletv.Net, contenente molte rarità mai pubblicate prima, tra cui tutte le sigle scartate del gruppo e provini inediti.
In questi anni sono tornati a comporre sigle inedite come Caro fratello, Digimon, La piccola Nell e La macchina del tempo, rimaste comunque inutilizzate per i tagli televisivi ma inserite nelle pubblicazioni in DVD delle relative serie.
Nel novembre del 2006 sono tornati ad esibirsi dal vivo a Lucca, nell'ambito della manifestazione Lucca Comics & Games. Dall'esibizione è stato tratto anche un CD live Super Bootleg - I Cavalieri del Re con la Mente di Tetsuya Live at Lucca Comics 2006, pubblicato nel 2010.
Negli ultimi anni il gruppo ha goduto di un'ulteriore riscoperta ed interesse da parte del pubblico, tanto da convincere Riccardo Zara a collaborare dal 2008 con l'associazione TV-Pedia alla ristampa dell'intera discografia del gruppo e di numerosi album e brani inediti su etichetta Tre Effe Music.
Nel 2008 viene pubblicato Manga's Melody & Songs una raccolta di tre CD con i successi del gruppo riletti in chiave sinfonica e melodica.
Nel 2010 viene ristampato su CD l'album C'erano una volta i Beatles, pubblicato originariamente solo in musicassetta.
Nel 2011, per celebrare il trentennale del gruppo viene pubblicato un cofanetto di 8 CD dal titolo Opera omnia, contenente l'intera discografia del gruppo, tutte le sigle scritte per i cartoni animati dal 1981 sino al 2007 ed anche quelle scartate o rimaste inedite, più tutte le basi musicali, più tre album mai editi prima su CD in versione completamente rimasterizzata: Album di famiglia, Christmas Dance e C'erano una volta i Beatles.
Nel 2013 viene pubblicato un ulteriore box di 4 CD Tesori nascosti, composto da inediti, rarità, remix e basi musicali di brani realizzati dal gruppo anche per altri artisti. Inoltre questo box, uscito in edizione limitata, prevedeva due omaggi ai primissimi acquirenti dell'associazione: un quinto CD con altre rarità ed il 45 giri della sigla Ranger Pier.
Nel 2014 viene pubblicata la raccolta in due CD La raccolta completa delle sigle TV, contenente tutte le sigle composte dal gruppo, con l'aggiunta del provino del brano Coccinella, qui cantato da Riccardo Zara, ed i jingle di RadioAnimati.
Nel 2016 viene pubblicato per la prima volta l'album di inediti Album di famiglia, composto negli anni ottanta ma mai pubblicato, nuova versione contenente provini, remix ed un secondo CD con tutte le basi musicali (con e senza cori) dei brani del CD 1.
Nello stesso anno viene pubblicata una raccolta, I Cavalieri del Re vol. 2, ideale seguito di I Cavalieri del Re, pubblicata nel 1983, che raccoglie le sigle incise dal gruppo che non erano state incluse nel primo volume.
Nel 2021, per celebrare i quarant'anni di attività del gruppo, viene pubblicato un box celebrativo dal titolo Box del 40º anniversario, pubblicato in due versioni: quella standard composta da due CD con tutte le sigle più bonus tracks, provini e brani scartati ed altri brani incisi dal gruppo, ed una versione di 4 CD denominata Box del 40º anniversario - bonus tracks, contenente due CD con tutte le basi musicali e due CD con versioni ricantate e riarrangiate denominati Vocal Remix.
Nel novembre del 2022 sono state finalmente pubblicate in streaming numerose raccolte e album del gruppo con le versioni originali delle sigle.
In anni recenti anche Guiomar e Clara Serina hanno ripreso la loro attività di cantanti, quest'ultima pubblicando nuovi album a proprio nome, oltre ad alcuni singoli di beneficenza, ed esibendosi dal vivo.
Nel 2024 esce il libro biografico "I Cavalieri del Re. La vera storia" scritto da Riccardo Zara. Le presentazioni di questo libro vedono la partecipazione della band, nuovamente riunita, che però ora è composta dai soli Riccardo, Jonathan e Guiomar, in quanto Clara Serina, per motivazioni scritte all'interno del libro, non fa più parte della band. 
Nel novembre dello stesso anno, i Cavalieri Del Re, diventati ufficialmente un trio, hanno partecipato al grande concerto "vent'anni e poi" in occasione del Lucca Comics 24, per celebrare i 20 anni dell'area tematica del festival, alla quale hanno partecipato tra i più noti cantanti di sigle di cartoni animati.

## Formazione

### Membri del gruppo
- Riccardo Zara – voce, cori, tastiere, pianoforte, chitarre, basso
- Jonathan Samuel Zara – voce, cori, pianoforte
- Guiomar Serina – voce, cori

### Ex-componenti
- Clara Serina – voce, cori

### Turnisti
- Gino Panariello – chitarre, basso
- Walter Scebran – batteria

## Discografia

### Album in studio
- 1982 - La storia di Lady Oscar (RCA Original Cast – BL 31656, LP e MC)
- 1984 - Baby Christmas Dance (Ricordi, TCSLP 100, LP e MC) (ristampato più volte negli anni con titoli diversi: Le più belle canzoni di Natale, Christmas Dance e Natale in allegria)
- 1992 - C'erano una volta i Beatles (Tre Effe Music – 3F MC 004)
- 2008 - Manga's Melody & Songs (Tre Effe Music, 3FCD001/2/3)
- 2016 - Album di famiglia (Tre Effe Music, 3FCD 24-25)